# Mandevilla filifolia
Mandevilla filifolia är en oleanderväxtart som beskrevs av Monachino. Mandevilla filifolia ingår i släktet Mandevilla och familjen oleanderväxter. Inga underarter finns listade i Catalogue of Life.